# چار پادما
چار پادما (به لاتین: Char Padma) یک روستا در بنگلادش است که در استان باریسال و در ناحیه باریسال واقع شده‌است.